# Linda (California)
Linda es un lugar designado por el censo ubicado en el condado de Yuba en el estado estadounidense de California. En el año 2000 tenía una población de 13,474 habitantes y una densidad poblacional de 923 personas por km². Linda forma parte del área metropolitana de Sacramento

## Geografía
Linda se encuentra ubicado en las coordenadas 39°07′40″N 121°33′03″O / 39.12778, -121.55083. Según la Oficina del Censo, la ciudad tiene un área total de 14,6 km² (5,6 mi²), de la cual 14,6 km² (5,6 mi²) es tierra y 0 km² (0 mi²) (0%) es agua.

## Demografía
Según la Oficina del Censo en 2000 los ingresos medios por hogar en la localidad eran de $22,753, y los ingresos medios por familia eran $24,925. Los hombres tenían unos ingresos medios de $24,925 frente a los $18,463 para las mujeres. La renta per cápita para la localidad era de $9,826. Alrededor del 37.6% de la población estaban por debajo del umbral de pobreza.

## Educación
El Distrito Escolar Unificado de Marysville gestiona escuelas públicas.